# Анжель Юґ
Анжель Юґ (30 липня 2000 , Гілеран-Гранж, Франція ) — французька веслувальниця, срібна призерка Олімпійських ігор 2024 року.

## Виступи на Олімпіадах
| Олімпіада  | Дисципліна    | Місце |
| ---------- | ------------- | ----- |
| Париж 2024 | байдарки-крос | 2     |

## Зовнішні посилання
- Анжель Юґ на сайті International Canoe Federation (англійська)
- Анжель Юґ на сайті Olympics.com (англійська)